# Eleva2ren
Eleva2ren var et TV-underholdningsprogram, der blev sendt som direkte TV på TV 2. Programmet blev produceret af Nordisk Film TV og sendt fra 7. oktober 1988 til 17. maj 1996.
Programmet, der blev sendt hver fredag aften, var en blanding af underholdning, musik og journalistiske indslag med gæster i studiet. Gæsterne ankom med elevator – deraf navnet på programmet. Kendingsmusikken til programmet var komponeret af Klaus Kjellerup.
Et fast programpunkt i Eleva2ren var, at seerne kunne ringe ind og deltage i et computerspil ved hjælp af telefonen, dette gav liv til figurerne OsWald og Skærmtrolden Hugo. Programmet startede kl 20.00 og var delt i del 1 og del 2 - i pauserne blev der sendt nyheder og TV-serier som f.eks. Bergerac og En stemme i natten.
I 1996, efter 8 år, lukkede programmet. Da det gik bedst, kunne det mønstre mellem 1 og 1,8 millioner seere.[kilde mangler]
Eleva2ren startede oprindelig under titlen "Så ' der fredag!" på den private TV-station Weekend-TV i 1985 under den daværende borgerlige regerings politiske forsøgsordning med privat-drevet TV. Weekend-TV var ejet af et konsortium bestående af medieorganisationerne Nordisk Film, Gutenberghus, Berlingske, Politiken, Børsen og Aller-koncernen - konsortiet havde stillet et beløb til rådighed for stationen til programvirksomhed i håb om at få politikernes accept til at reklame-finansiere stationen.
I perioden 1985 til 1986 havde Så ' der fredag! stor succes i sit dækningsområde i Storkøbenhavn, først og fremmest på grund af den uforudsigelighed, der fulgte af, at programmet blev sendt direkte. Værterne var bl.a. Torben Thune, Karen Thisted og Ole Stephensen. Programmet var en "vildere" udgave af et tidligere underholdningsprogram på DR, Lørdagskanalen, og havde de samme folk i redaktionen, bl.a. programmets idemand, journalist og redaktionschef Jørgen Koldbæk og producer Peter Herforth.
Da Weekend-TV's pengekasse var tom i 1986, var det ikke var lykkedes Nordisk Film og stationens øvrige investorer at overtale politikerne til at åbne for reklame-finansiering af Weekend-TV. Stationen blev herefter lukket ned, og næsten alle medarbejdere blev fyret. I stedet startede politikerne TV 2, og Nordisk Film producerede herefter programmet til den nystartede statskanal sammen med en række andre programmer, bl.a. Lykkehjulet. I den forbindelse blev programkonceptet kun ændret kosmetisk, herunder ændrede man navnet på programmet til Eleva2ren.
I sine sidste år på TV 2 kunne programmet ikke fastholde seer-interessen, og led under konkurrence fra et program på den anden statskanal, DR's Husk Lige Tandbørsten. TV 2 forsøgte herefter at erstatte Eleva2ren med Greven på Hittegodset, der dog fik en ekstremt dårlig modtagelse, og blev stoppet efter få afsnit.
I forbindelse med TV 2's 20 års jubilæum 1. oktober 2008 producerede TV 2 et mindeprogram, der hed Eleva20eren.

## Værter på Eleva2eren
- 1988-1989: Isabella Miehe-Renard og Torben Thune
- Forår 1989: Isabella Miehe-Renard og Bengt Burg
- Sommer 1989: Isabella Miehe-Renard og Michael Carøe
- Efterår 1989-1990: Isabella Miehe-Renard og Michael Meyerheim
- 1990-1991: Isabella Miehe-Renard og Ole Thisted
- 1991-1992: Eva Jørgensen og Ole Stephensen
- 1992: Suzanne Bjerrehuus og Ole Stephensen
- 1993: Bolette Christophersen og Ole Stephensen
- 1993-1994: Janni Hansen og Ole Stephensen
- 1994-1995: Thera Hoeymans og Ole Stephensen
- 1995-1996: Dorthe Warnø Høgh og Lars Daneskov

Derudover medvirkede:
- Nina Klinker Jørgensen som vært for Hugo-segmentet
- Gunnar Frøberg som bartenderen Philipsen.[1]

## Ekstern henvisning
- Eleva2ren på Internet Movie Database (engelsk)